# Pascal Lévy
 (mai 2020).
Pour les articles homonymes, voir Lévy.
Pascal Lévy est un cavalier international de saut d'obstacles né le 28 décembre 1962 à Grenoble (Isère) en France.
Il a concouru pour l'équipe de France de saut d'obstacles de 1987 à 2002 ainsi que pour l'équipe nationale d'Espagne de 2003 à 2011.

## Résultats sportifs

### Nationaux

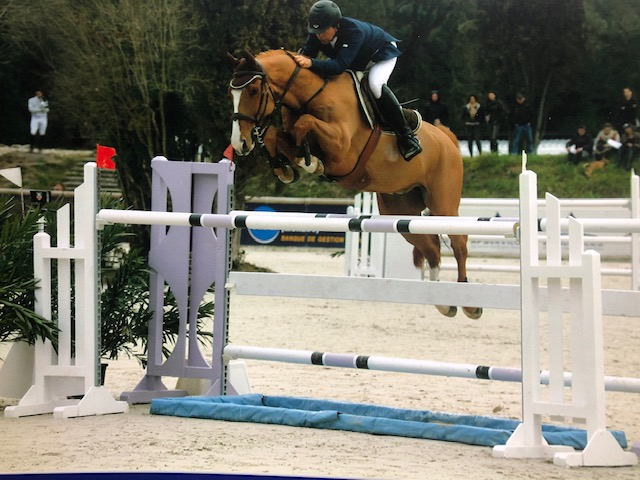
Pascal lévy montant Allegro LS dans le GP.

Dans sa carrière Pascal Lévy a remporté 47 Grands Prix, dont :
- les GP de Cluny (1987), Aix-en-Provence, Bois-le-Roi, Le Creusot, Paris, Roubaix et Mâcon (1988) avec Olinda desTours[2]
- GP du Creusot (1994) avec Welcome Fontaine
- GP de Saint-Dié (1994) avec Ulluco d'Armont
- GP Cergy-Pontoise  (1999) avec Caluma de Rhuys
- GP Madrid ccvm (2000) avec Epsom Rouge
- GP Avranches (2002) avec Epsom Rouge
- GP Béthune (2002)

### Internationaux
- GP Auvers (2009) avec Leopold Pierreville
- GP 8yo Manheim (2011) avec Dame blanche van Arenberg

les plus prestigieux sont :
- le Grand Prix de Madrid (2001), le Grand prix Finale La Corogne (2001) et le Grand Prix de Vittel (2003) avec Epsom Rouge.

Il fut aussi placé dans plusieurs Grand prix coupe du monde dont le dernier, celui de Londres lors de la saison 2010-2011 avec Monark (décembre 2010).

### Épreuves par équipe - Coupe des nations
il a également participé à de nombreuses coupes des nations avec la sélection nationale française (jusqu'en 2002) puis espagnole de 2003 à 2011.
Parmi ceux-ci : Csio Bratislava (Tchécoslovaquie 1988),  Csio Dublin (Irlande), Csio Linz (Autriche), Csio La Baule (France), Csio Gijon (Espagne), Csio Copenhague (Danemark), Csio Falsterbo (Suède), le Csio Lisbonne (Portugal), Csio Lummen (Belgique) , Csio Drammen (Norvège), Csio Hickstead (Angleterre), Csio Saint-Gall (Suisse).

### Championnats
Il est présélectionné pour les championnats d'Europe 2003 de Donaueschingen en Allemagne, les Jeux méditerranéens 2005 d'Almeria et les championnats du monde 2010 de Lexington.

## Entraîneur
À partir de 2007, sa carrière d'entraîneur se développe parallèlement à sa carrière sportive.
Il emmène notamment son élève sud-africaine, Cara Frew, âgée de tout juste 19 ans en septembre 2010 aux championnats du monde de Lexington, où elle réalise la performance d'être la meilleure représentante sud-africaine avec un score de 4 points dans la seconde manche de l'épreuve par équipe.

### Entraîneur national
En 2016 il est désigné pour être le « chef d'équipe » et l'entraîneur de l'équipe nationale d'Israël jusqu'aux jeux mondiaux de Tryon (États-Unis), en octobre 2018.

### Autres succès en tant qu'entraîneur
- la Sud-africaine Cara Frew, de nouveau, aux jeux mondiaux de Caen (France) en 2014
- Le Letton Kristaps Neretnieks cavalier qualifié pour la finale de la coupe du monde de Paris